# يان كامبل (لاعب كريكت)
يان كامبل (3 أكتوبر 1870 - 6 مارس 1954) (بالإنجليزية: Ian Campbell)‏ هو لاعب كريكت بريطاني.